# Dym i lustra
Dym i lustra. Opowiadania i złudzenia (ang. Smoke and Mirrors: Short fictions and illusions, 1998) – zbiór opowiadań autorstwa Neila Gaimana wydany w Polsce w 2002 roku przez Wydawnictwo Mag. Książkę przetłumaczyła Paulina Braiter.
Wewnątrz znajduje się obszerny wstęp, napisany przez samego autora, zawierający opowiadanie Prezent ślubny. Wstęp przybliża okoliczności powstania znajdujących się w książce utworów. W drugim wydaniu (2004) uzupełniono zbiór o pięć opowiadań (zaznaczone w spisie).

## Spis opowiadań
| Tytuł polski                                                                          | Tytuł oryginalny                                                        | Uwagi |
| ------------------------------------------------------------------------------------- | ----------------------------------------------------------------------- | --- |
| Wróżąc z wnętrzności: Rondo                                                           | Reading the Entrails                                                    | Rondo o radościach i niebezpieczeństwach związanych z przepowiadaniem przeszłości.                                                              |
| Prezent ślubny                                                                        | The Wedding Present                                                     | Opowiadanie, które miało być prezentem dla przyjaciół autora. Umieszczone w przedmowie do zbioru.                                               |
| Rycerskość                                                                            | Chivalry                                                                | Opowiadanie przygotowane na potrzeby antologii historii o świętym Graalu.                                                                       |
| Mikołaj był...                                                                        | Nicholas Was...                                                         | Historyjka świąteczna, składająca się w oryginale z mniej niż 100 słów.                                                                         |
| Cena                                                                                  | The Price                                                               | Opowiadanie o kotach, aniołach i nieproszonym gościu                                                                                            |
| Trollowy most                                                                         | Troll Bridge                                                            | Opowiadanie zainspirowane bajką o trzech koziołkach, napisane do antologii bajek dla dorosłych.                                                 |
| Nie pytaj diabła                                                                      | Don't Ask Jack                                                          | Utwór zainspirowany rzeźbą Lisy Snellings. |
| Złote rybki i inne opowiadania                                                        | The Goldfish Pool and Other Stories                                     | |
| Pożarty (Sceny z filmu)                                                               | Eaten (Scenes from a Moving picture)                                    | Poemat narracyjny Opowiadanie obecne jedynie w drugim (2004) wydaniu zbioru.                                                                    |
| Biała droga                                                                           | The White Road                                                          | Poemat narracyjny, przeróbka kilku ludowych baśni.                                                                                              |
| Królowa noży                                                                          | Queen of Knives                                                         | Poemat narracyjny, opowiadający o dziadkach autora i o sztuczkach iluzji.                                                                       |
| Fakty w sprawie zaginięcia panny Finch                                                | The Facts in the Case of the Departure of Miss Finch                    | |
| Zmiany                                                                                | Changes                                                                 | Opowiadanie przygotowane na potrzeby antologii o płci Lisy Tuttle.                                                                              |
| Córka sów                                                                             | The Daughter of Owls                                                    | Opowiadanie w stylu Johna Aubreya |
| Kuferek starego Shoggota                                                              | Shoggoth's Old Peculiar                                                 | |
| Wirus                                                                                 | Virus                                                                   | Wiersz przygotowany do antologii opowiadań komputerowych Digital Dreams Davida Barreta.                                                         |
| Szukając dziewczyny                                                                   | Looking for the Girl                                                    | Opowiadanie zamówione przez redakcję Penthouse na dwudziestą rocznicę pisma.                                                                    |
| Tylko kolejny koniec świata, nic więcej                                               | Only the End of the World Again                                         | |
| Bay Wolf                                                                              | Bay Wolf                                                                | Beowulf opowiedziany jako futurystyczny odcinek Słonecznego Patrolu (ang. Baywatch)                                                             |
| Piętnaście malowanych kart z wampirzego tarota                                        | Fifteen Painted Cards from a Vampire Tarot                              | Krótki tekst, którego poszczególne części noszą tytuły pochodzące od arkan wielkich. Opowiadanie obecne jedynie w drugim (2004) wydaniu zbioru. |
| Załatwimy ich panu hurtowo                                                            | We Can Get Them For You Wholesale                                       | |
| Jedno życie, urządzone w stylu wczesnego Moorcocka                                    | One Life, Furnished in Early Moorcock                                   | Tekst napisany do zbiory opowiadań o Elryku Michaela Moorcocka.                                                                                 |
| Zimne barwy                                                                           | Cold Colors                                                             | Wiesz o komputerach, czarnej magii i Londynie.                                                                                                  |
| Zamiatacz Snów                                                                        | The Sweeper of Dreams                                                   | Utwór zainspirowany rzeźbą Lisy Snellings. |
| Poczucie obcości                                                                      | Foreign Parts                                                           | |
| Wampirza sestyna                                                                      | Vampire Sestina                                                         | |
| Mysz                                                                                  | Mouse                                                                   | Opowiadanie napisane do antologii dotyczącej przesądów.                                                                                         |
| Zmienne morze                                                                         | The Sea Change                                                          | Wiersz zainspirowany rzeźbą Lisy Snellings i wspomnieniem autora z plaży w Portsmouth.                                                          |
| Jak myślisz, jakie to uczucie?                                                        | How Do You Think It Feels?                                              | Tekst napisany do antologii opowiadań o gargulcach. Opowiadanie obecne jedynie w drugim (2004) wydaniu zbioru.                                  |
| O tym, jak pojechaliśmy obejrzeć koniec świata, autorstwa Dawnie Morningside, lat 11¼ | When We Went to See the End of the World by Dawnie Morningside, age 11¼ | |
| Pustynny wiatr                                                                        | Desert Wind                                                             | |
| Uczta                                                                                 | Tastings                                                                | Opowiadanie obecne jedynie w drugim (2004) wydaniu zbioru.                                                                                      |
| Gdy nastał koniec                                                                     | In the End                                                              | Opowiadanie obecne jedynie w drugim (2004) wydaniu zbioru.                                                                                      |
| Dziecizna                                                                             | Babycakes                                                               | Utwór napisany do książki, dochód ze sprzedaży której miał zasilić PETA.                                                                        |
| Morderstwa i tajemnice                                                                | Murder Mysteries                                                        | Opowiadanie detektywistyczne, napisane do antologii Midnight Graffiti.                                                                          |
| Szkło, śnieg i jabłka                                                                 | Snow, Glass, Apples                                                     | |